# Tales from the Perilous Realm
Cet article fait partie d'un « bon thème » labellisé en 2013.
Cet article concerne le recueil. Pour la série radiophonique, voir Tales from the Perilous Realm (série radiophonique).
Tales from the Perilous Realm est un recueil de textes courts de l'auteur britannique J. R. R. Tolkien, publié de façon posthume en janvier 1997 par HarperCollins, regroupant des textes déjà publiés par ailleurs.

## Historique
La première édition du recueil comprenait quatre textes : Le Fermier Gilles de Ham (première publication en 1949), Feuille, de Niggle (1945), Les Aventures de Tom Bombadil (1962) et Smith de Grand Wootton (1967). Une nouvelle édition, parue le 1er septembre 2008, y ajoute Roverandom (1999). Cette nouvelle édition inclut également des illustrations d'Alan Lee, un avant-propos de Tom Shippey et, en appendice, l'essai théorique de Tolkien Du conte de fées.

## Contenu

### Première édition
- Le Fermier Gilles de Ham : ce conte a commencé à être travaillé dans la deuxième moitié des années 1920, et sa troisième et dernière version écrite a été rédigée au début de 1938, après la publication du Hobbit. Il est finalement publié en 1949. L'histoire est celle du fermier Gilles de Ham, qui affronte successivement un géant puis un dragon avant d'être couronné roi.
- Feuille, de Niggle : rédigé sans doute en 1942, presque sans corrections par la suite, la nouvelle est publiée en 1945 dans The Dublin Review. Elle raconte l'histoire de Niggle, un peintre perfectionniste qui ne parvient pas à terminer son œuvre.
- Les Aventures de Tom Bombadil : cet ensemble de seize poèmes a été publié en 1962. Les poèmes, dont seuls deux ont véritablement trait à Tom Bombadil, ont pour la plupart été rédigés et publiés dans les années 1920 ou 1930, et retravaillés dans les années 1960.
- Smith de Grand Wootton : ce conte de fée, rédigé en 1964-1965, est publié en 1967. Il raconte l'histoire d'un forgeron qui voyage en Faërie.

### Deuxième édition
- Roverandom : parue en 1927, l'histoire est celle du chiot Rover, qui, transformé en jouet pour avoir agacé un sorcier, vit des aventures notamment sur la lune et dans la mer. Le récit n'est publié pour la première fois qu'après la mort de Tolkien, en 1998, soit après la première édition des Tales from the Perilous Realm.
- Du conte de fées : cet essai théorique, portant sur la nature, les origines et les fonctions du conte de fées, est issu d'une conférence donnée à l'université de St Andrews en 1939. Il a été publié en 1947. Il constitue un appendice aux Tales from the Perilous Realm.

## Traductions
Si les nouvelles prises séparément ont été traduites en de nombreuses langues, le recueil dans son édition de 2009 (comprenant Roverandom et Du conte de fée en appendice) est sorti en espagnol sous le titre Cuentos desde el Reino Peligroso.

## Adaptations
En 1992, Brian Sibley réalise pour la BBC une série d'adaptation radiophonique de textes courts de Tolkien, également intitulée Tales from the Perilous Realm.
En 2010, HarperCollins a également édité sous le titre Tales from the Perilous Realm un livre audio de 8 CD comprenant les cinq contes du recueil papier, lus par l'acteur Derek Jacobi. Ces versions avaient déjà été éditées séparément en 1999.